# 南帆
南帆（1957年—），原名张帆，男，福建福州人，中国文学评论家。曾获得庄重文文学奖、華語文學傳媒大獎年度散文家獎等奖项。